# Departamento Zacapa
Zacapa ist ein Departamento Guatemalas und liegt im Osten des Landes (Region III). Es erstreckt sich auf knapp 2.700 Quadratkilometern und hat über 240.600 Einwohner. Hauptstadt ist das gleichnamige Zacapa.
Das Departamento Zacapa grenzt im Norden an die Departamentos Alta Verapaz und Izabal, im Osten an Honduras, im Süden an Chiquimula und Jalapa und im Westen an El Progreso.

## Landesnatur
Der nördliche Teil Zacapas liegt in der Sierra de las Minas, über deren bis zu 3000 m hohe Gipfel auch die Grenze des Departamentos verläuft. Von dort aus fällt das von zahlreichen Flüssen und Bächen durchzogene Land zum Tal des Río Motagua ab, der das Departamento von Südwesten nach Nordosten durchquert. Dieser längste Fluss Guatemalas entwässert weite Teile des zentralen Hochlands und auch das gesamte Departamento Zacapa und mündet im benachbarten Izabal in die Karibik. Das südlich des Flusses gelegene Hochland erreicht nur noch Höhen von etwa 1700 Metern. Das Motagua-Tal gehört zu den heißesten und trockensten Regionen Guatemalas. Der Motagua und seine verschiedenen Zuflüsse erlauben jedoch die künstliche Bewässerung weiter Teile des Tales. In den Höhenlagen ist das Klima gemäßigter. In der Gebirgswelt der Sierra de las Minas versucht man seit 1990 durch umfassende Naturschutzmaßnahmen zahlreiche Tierarten vor dem Aussterben zu bewahren.

## Bevölkerung
Die ursprüngliche indigene Bevölkerung hat sich während der Kolonialzeit stark mit Spaniern vermischt. Es gibt jedoch noch kleinere Chortí-Gemeinschaften. Die Bevölkerung lebt in zehn Municipios (Großgemeinden oder auch Landkreise):
| Zacapa    | Estanzuela |
| Río Hondo | Gualán     |
| Teculután | Usumatlán  |
| Cabañas   | San Diego  |
| La Unión  | Huité      |

Dem Departamento als staatlichem Verwaltungsbezirk steht ein von der Zentralregierung entsandter Gouverneur vor. Die Municipios sind eigenständige Gebietskörperschaften mit gewählten Bürgermeistern und Volksvertretungen und untergliedern sich in Aldeas  (Landgemeinden) und Caseríos, Parajes oder Fincas (Weiler und Höfe).

## Wirtschaft
Traditionell wichtigster Wirtschaftszweig ist die Landwirtschaft. Das in der Regel künstlich bewässerte Agrarland gehört vorwiegend Großgrundbesitzern, die Mais, Getreide, Obst und Gemüse anbauen. Bekannt ist Zacapa vor allem für seinen Tabak und seinen Zuckerrohrschnaps. Eine Rolle spielt auch die Viehzucht und die milchverarbeitende Industrie. Ein großer Teil dieser landwirtschaftlichen Produkte wird seit langer Zeit auch ins Ausland exportiert. Dank der entlang des Motagua verlaufenden Fernstraße von Guatemala-Stadt nach Puerto Barrios (CA 9) konnte sich Zacapa zu einem Handelszentrum entwickeln. Bereits 1898 wurde die Hauptstadt des Departamentos zum Eisenbahnknoten, an dem sich die Verbindung vom Atlantik zum Pazifik mit der nach El Salvador traf. Da der Bahnverkehr inzwischen eingestellt wurde, konzentriert sich der Frachtverkehr nun auf die überlastete Fernstraße CA 9, die die Karibikhäfen mit Guatemala-Stadt verbindet.
Im Departamento Zacapa wird in geringem Umfang Jadeit und Marmor abgebaut.

## Sehenswürdigkeiten
Zacapa gilt nicht als eines der bedeutenderen Touristenziele in Guatemala. Im Paläontologischen Museum von Estanzuela gibt es Skulpturen und Werkzeuge aus der Maya-Zeit und prähistorische Funde aus dem Motagua-Tal zu besichtigen. Über eine ähnliche Einrichtung verfügt das bei Teculután gelegene La Vega del Cobán, sowie Río Hondo und Sunzapote. Zwischen Teculután und Río Hondo liegt der Balneario Pasabién, ein an einem Wildwasserbach gelegenes Bade- und Erholungsgebiet. Etwas weiter flussabwärts bietet der Wasserpark Valle Dorado mit seinen Rutschen zusätzliche Bade- und Vergnügungsgelegenheiten. Ebenfalls am Motagua, jedoch fast an der Grenze zu Izabal, liegen die Höhlen von Doña María. Im Naturschutzgebiet Reserva de la Biosfera de la Sierra de las Minas leben etwa 500 verschiedene Säugetierarten und etwa 75 Vogelarten, darunter der Quetzal.

## Geschichte
Nach der Unabhängigkeit von Spanien gehörte das Gebiet von Zacapa und die Gegend von Acasaguastlán (El Progreso) von 1825 bis 1871 zum Departamento Chiquimula. Zacapa wurde am 10. November 1871 zum Departamento erhoben. Der gleichnamige Ort des Verwaltungssitzes erhielt erst 1896 Stadtrechte.
Der Name des Departamentos stammt wahrscheinlich von den Nahuatl-Worten zacalt („Stroh“) und pan (Ortsnamenssuffix) ab, was so viel bedeutet wie „Strohort“. Die Bezeichnung geht wohl auf mexikanische Söldner zurück, die in spanischen Diensten standen.